# Canthigaster rapaensis
Canthigaster rapaensis é uma espécie de peixe da família Tetraodontidae.
É endémica da Polinésia Francesa.